# Igor Jakubowski
Igor Jakubowski est un boxeur polonais né le 6 août 1992 à Żory.

## Carrière
Sa carrière est principalement marquée par une médaille d'argent remportée aux championnats d'Europe de Samokov en 2015 dans la catégorie poids lourds.

### Championnats d'Europe de boxe amateur
- Médaille d'argent en -91 kg en 2015 à Samokov,  Bulgarie